# Legoland Discovery Center
Legoland Discovery Center zijn kleine indoor attractieparken van Legoland verspreid over diverse locaties over de gehele wereld. De eerste locatie opende in het Duitse Berlijn op 28 maart 2007.

## Opzet

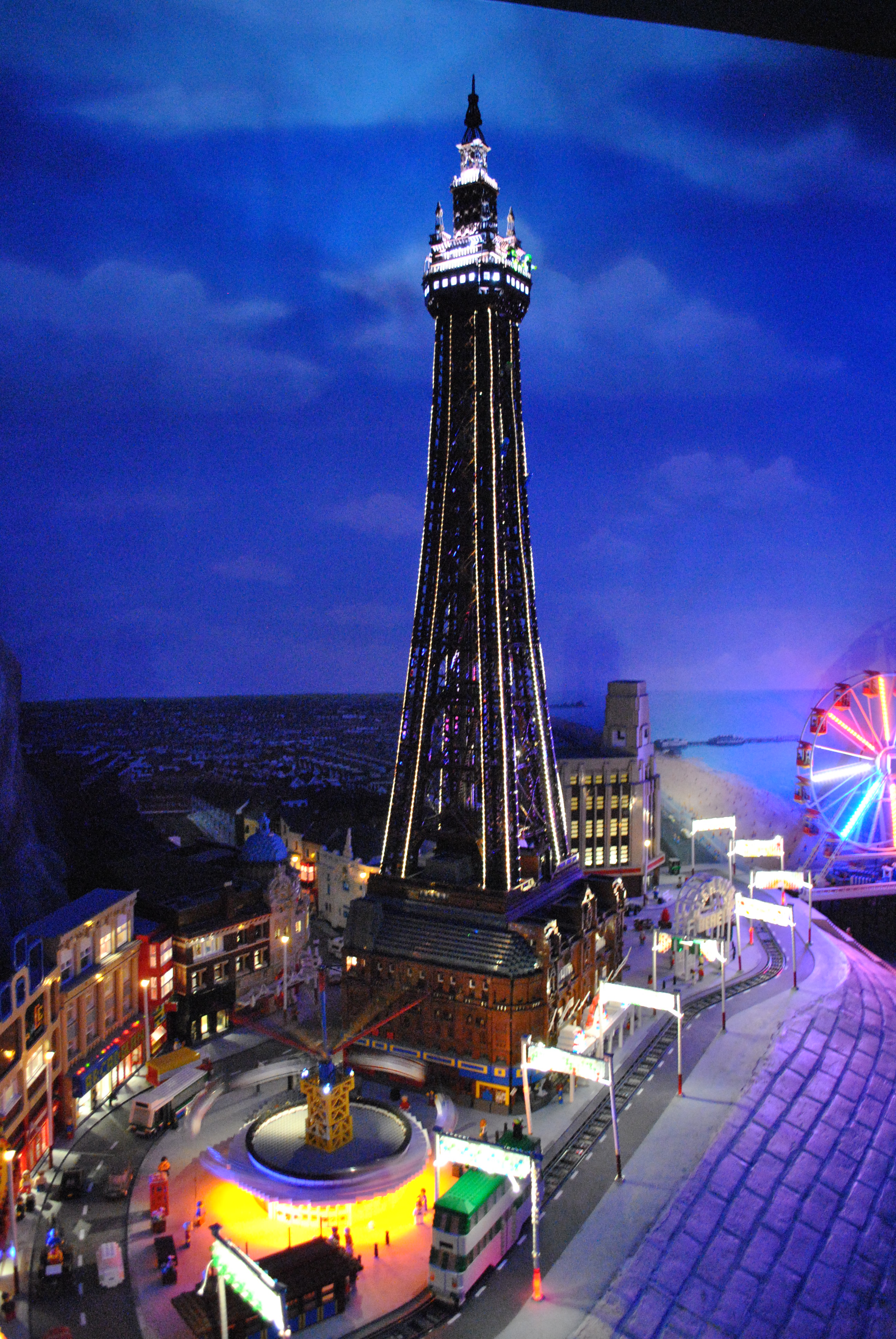
Miniland in Legoland Discovery Center Manchester

De attractieparken bevinden zich vrijwel altijd op druk bezochte locaties zoals een winkelcentrum en zijn volledig overdekt. Ze zijn te herkennen aan de giraffe gemaakt uit LEGO die voor de ingang staat. De oppervlakte van de locaties varieert tussen de 2790 en 3250 m² en kan gemiddeld zo'n half miljoen bezoekers per jaar trekken.
Elk Legoland Discovery Center kent diverse themagebieden en attracties met vaak dezelfde opzet zoals:
- LEGO Factory Tour; hier laat men zien hoe LEGO gebouwd en ontworpen wordt.
- 4D-bioscoop; vrijwel elke locatie bezit een 4D-bioscoop waar een LEGO-film gedraaid wordt.
- Miniland; een minatuurwereld gemaakt van LEGO, waarbij ook bekende gebouwen te zien zijn uit de regio waar het Discovery Center staat.
- LEGO shop; winkel waar artikelen van LEGO verkocht worden.
- LEGO restaurant
- Darkride; elke locatie bezit een darkride. Dit kan de drakenbaan zijn of de interactieve darkride Kingdom Quest(bij sommige locaties onder de naam Imagination Express of Fantasy Express).
- Speeltuin; elke locatie bevat een of meerdere speellocaties.

## Vestigingen
Huidige locaties
Europa
- Berlijn, Duitsland
- Brussel, België (Als LEGO Discovery Centre Brussels)
- Oberhausen, Duitsland
- Manchester, Verenigd Koninkrijk
- Birmingham, Verenigd Koninkrijk
- Den Haag (Scheveningen), Nederland[1]
- Istanboel, Turkije

Noord-Amerika
- Schaumburg, Verenigde Staten
- Atlanta, VS
- Kansas City, VS
- Grapevine, VS
- Yonkers, VS
- Tempe, VS
- Milpitas, VS
- Somerville, Boston, VS
- Columbus, VS
- Auburn Hills, VS
- East Rutherford, VS
- Plymouth Meeting, VS
- San Antonio, VS
- Springfield, nabij Washington DC, VS
- Vaughan, Canada

Azië
- Minato, Japan
- Osaka, Japan
- Shanghai, China
- Peking, China
- Hongkong, China
- Shenyang, China

Oceanië
- Melbourne, Australië

Voormalige locaties
- Duisburg, Duitsland (Gesloten in 2012)

Geplande locaties
- Pittsburgh, Verenigde Staten
- Hamburg, Duitsland[2]

## Trivia
- De staart van de giraffe die bij de ingang van het Legoland Discovery Center Berlijn staat is meerdere malen gestolen.